# Ващенко Костянтин Олександрович
Костянти́н Олекса́ндрович Ва́щенко (нар. 24 жовтня 1972) — український державний службовець та науковець. Доктор політичних наук. Професор. Дійсний член (академік) Національної академії педагогічних наук України. Державний службовець 1-го рангу. Заслужений економіст України.

## Освіта
Закінчив Київський національний університет імені Тараса Шевченка за спеціальністю «Політологія», диплом з відзнакою (1995); Північно-Західну академію державної служби (м. Санкт-Петербург) за спеціальністю «Державне і муніципальне управління» (заочно, 1998).

## Державна служба
25 лютого 1994 — прийняття присяги державного службовця.
1993–1994 — спеціаліст I категорії Міністерства у справах національностей та міграції.
1994–1996 — помічник-консультант народного депутата України Олександра Ємця.
1996–1998 — головний консультант апарату Ради національної безпеки і оборони.
1998–2001 — начальник відділу Юридичної міжнародної служби, помічник-консультант народного депутата України.
2001–2002 — начальник управління, заступник директора державного департаменту з питань молодіжної та сімейної політики Державного комітету у справах молоді, спорту і туризму.
2002–2003 — перший заступник голови Державного комітету у справах сім'ї та молоді — директор державного департаменту з питань молодіжної політики.
2003–2007 — перший заступник голови Державного комітету з питань регуляторної політики та підприємництва.
2007–2009 — голова Державного комітету України з питань регуляторної політики та підприємництва .
2009–2010 — радник Прем'єр-міністра України.
2010–2011 — заступник Міністра праці та соціальної політики. .
2011–2014 — перший віце-президент Національної академії державного управління при Президентові України.
2014–2019 — голова Національного агентства України з питань державної служби .
2019–2020 — державний секретар Міністерства фінансів.
2020–2022 — державний секретар Міністерства з питань реінтеграції тимчасово окупованих територій.
Із січня 2022 по вересень 2023 обіймав посаду державного секретаря Міністерства оборони України.
Державний службовець І рангу (2014)

## Наукова та науково-педагогічна діяльність
1995–1998 — аспірант Київського національного університету імені Тараса Шевченка.
1999 — захистив дисертацію на тему «Політичні технології як чинник демократичного розвитку суспільства», здобувши науковий ступінь кандидата політичних наук за спеціальністю 23.00.02 — політичні інститути та процеси.
2000–2009 — старший науковий співробітник, провідний науковий співробітник Інституту вищої освіти НАПН України.
2009 — захистив дисертацію на тему «Теоретико-методологічні засади і засоби забезпечення політичного аналізу і прогнозування в сучасній Україні», здобувши науковий ступінь доктора політичних наук за спеціальністю 23.00.01 — теорія та історія політичної науки.
2010 — отримав вчене звання професора.
2009–2013 — завідувач кафедри політології та державного управління Національного педагогічного університету ім. М. П. Драгоманова.
2011–2014 — перший віце-президент Національної академії державного управління при Президентові України.
2015 –2021— Голова експертної ради з питань проведення експертизи дисертаційних робіт Міністерства освіти і науки з державного управління.
2022 –2023  — Голова експертної ради з питань проведення експертизи дисертаційних робіт Міністерства освіти і науки з філософських, політичних, соціологічних наук та державного управління.
2016 — обраний членом-кореспондентом Національної академії педагогічних наук України, відділення професійної освіти і освіти дорослих.
З 2018 — професор кафедри державного управління Київського національного університету імені Тараса Шевченка.
З вересня 2023 — головний науковий співробітник НДЦ "Інститут соціально-правових та політичних досліджень імені Олександра Яременка" Українського державного університету імені Михайла Драгоманова.
2025 — обраний дійсним членом (академіком) Національної академії педагогічних наук України, відділення професійної освіти і освіти дорослих.
К.Ващенко є автором та співавтором 11 монографій, 15 підручників і навчальних посібників для студентів закладів вищої освіти, 7 понятійно-термінологічних словників і понад 40 навчально-методичних праць з політології, педагогіки і державного управління. Досліджує проблеми політичного аналізу та аналізу державної політики; реформування державного управління та державної служби; функціонування й розвитку системи професійної освіти України та її модернізації в умовах євроінтеграційних процесів; професійного розвитку державних службовців та посадових осіб місцевого самоврядування, впровадження кращих практик професійного навчання на державній службі, формування лідерів, які творять зміни, та компетентних посадовців; підготовки педагогічного персоналу до професійного навчання працівників органів державної влади та органів місцевого самоврядування, впровадження інновації у системі професійної освіти та освіти дорослих. 
Основні праці:
- Особливості виконавчої влади у пострадянській Україні. К., 2000 (у співавт.).
- Політичний аналіз і прогноз в сучасній Україні. К., 2008.
- Державна політика розвитку підприємництва в Україні: навч. посібн. для студентів ВНЗ. К., 2010. (у співавт.)
- Політологія для вчителя: навч. посібн. для студентів педагогічних ВНЗ. К., 2011. (у співавт.).
- Політологічні аспекти державного управління: навч. посібн. Івано-Франківськ, 2013. (у співавт.)
- Реформування державної кадрової політики в Україні. К., 2015 (у співавт.)
- Державне управління: підручник у 2-х тт.. К., 2012 (у співавт.)
- Державна служба: підручник у 2-х тт. К., 2012 (у співавт.)
- Державна політика: підручник. К., 2014 (у співавт.)
- Професійна підготовка державних службовців: теорія, методологія, практика. Івано-Франківськ, 2017.
- Науково-практичний коментар до Закону України "Про державну службу". К., 2017 (у співавт.).
- Безперервна професійна освіта державних службовців (світовий досвід та українські реалії). К., 2019.

## Громадська діяльність
1992–1998 — член правління ВГО «Асоціація молодих українських політологів і політиків».
1997–2003 — голова ВГО «Народно-демократична ліга молоді».
2006–2011 — член правління ГО «Інститут підтримки регуляторної реформи».
З 2024 — експерт Конфедерації роботодавців України.

## Родина
Одружений, має сина.
Батьки:
Галина Василівна (1946—2007) — інженер-технолог. Працювала на Київському радіозаводі.
Олександр Петрович (нар. 1946) — доктор технічних наук, професор, заслужений діяч науки і техніки України, лауреат Державної премії України в галузі науки і техніки. Працює в Державному університеті інформаційно-комунікаційних технологій.
Захоплення: музика, інтелектуальні ігри, гірські лижі.

## Нагороди та відзнаки
- Орден Данила Галицького;
- Почесна грамота Кабінету Міністрів України;
- Почесна грамота Верховної Ради України;
- Заслужений економіст України;
- Грамота Київського міського Голови .

### Декларація
- Ващенко К.О. [Архівовано 20 січня 2022 у Wayback Machine.]// Е-декларація, 2019